# Capri (sigarette)
Capri è un marchio di sigarette attualmente prodotto e commercializzato dalla R. J. Reynolds Tobacco Company, una sussidiaria della Reynolds American, a sua volta sussidiaria della British American Tobacco. 

## Storia
La prima versione statunitense delle sigarette a marchio Capri fu lanciata sul mercato nel 1956 dalla Lee Brothers Tobacco con il nome di "Capri Rainbows", marchio di fascia alta le cui sigarette erano caratterizzate dal fatto di avere la cartina di diversi colori. In seguito il marchio fu acquisito dalla Brown & Williamson, che fece delle Capri una marca di sigarette al mentolo dalla forma standard.
Il marchio fu quindi rilanciato nel 1987 quando le Capri divennero le prime sigarette del mondo di formato superslim, al fine di instaurare un nuovo standard e vincere la competizione con altre sigarette di formato slim, come le Virginia Slims, formato particolarmente apprezzato dal pubblico femminile, verso cui era per l'appunto diretto. 
Le Capri hanno quindi una circonferenza pari a 17 mm e una lunghezza pari a 100 mm. In confronto, le sigarette di formato standard hanno una circonferenza di 25 mm, mentre le sigarette di formato slim hanno una circonferenza di 23 mm. Le Capri sono disponibili anche nel formato di lunghezza 120 mm, le Capri 120s, commercializzato come "luxury length". 
Protagonista del rilancio della Capri fu, tra gli altri, Susan Cameron, che nel 2004 diventerà amministratore delegato di Reynolds American, compagnia che si verrà a creare proprio nel 2004 con la fusione della Brown & Williamson e della R. J. Reynolds, e che prenderà così in mano la produzione e la commercializzazione delle Capri, oggi vendute in sessanta paesi nel mondo (tra cui la Germania, dove sono vendute con il nome 'Caprice), compresi gli Stati Uniti d'America.

## Pubblicità
Negli anni Sessanta, prima dell'introduzione dell'attuale forma delle Capri, il brand, allora di sigarette al mentolo, era reclamizzato da pochi spot televisivi con lo slogan "Menthol, but with a soft, fresh taste."
In seguito, con l'adozione dei nuovi formati slim e superslim, le pubblicità del marchio cercarono di accattivarsi il pubblico femminile, seguendo la logica che più magro è più bello, e partendo dall'assunto che le donne preferiscono essere magre, in quanto una figura più snella è spesso presentata come più desiderabile nelle varie riviste dedicate alle donne, soprattutto quelle inerenti alla moda. Così, slogan come "The slimmest slim in town" (1988) e "There is no slimmer way to smoke" (1994) mirarono a far passare il messaggio, nemmeno tanto subliminale, che, fumando le sigarette Capri, i consumatori potevano puntare a ottenere, o comunque a mantenere, una figura più snella che non fumando sigarette di altre marche.

## Controversie

### L'isola di Capri contro la Brown & Williamson
Nel maggio del 1989, l'isola di Capri chiamò in giudizio la Brown & Williamson per l'utilizzo del proprio nome per una marca di sigarette. Così, il 30 giugno 1989, a Roma, fu istruito un processo nel quale l'isola di Capri sostenne di non voler essere associata con un prodotto potenzialmente nocivo e che la Brown & Williamson non avesse il diritto di commercializzare tali sigarette in Italia se Capri avesse posto il veto. Il produttore, dal canto suo, disse che la causa era priva di fondamento poiché, stando a quanto affermato dalla portavoce Valeris Oates, la compagnia aveva rispettato tutte le leggi inerenti all'uso del marchio "Capri" vigenti in Italia e in ogni altro paese dove il marchio era venduto. Oates disse inoltre che la B&W aveva ottenuto tutti i permessi necessari dal governo italiano e dal sistema di distribuzione delle sigarette, di proprietà del governo. Infine, il 30 dicembre 2000, la Corte di Cassazione respinse il ricorso del sindaco dell'isola, consentendo alla B&W di continuare a commercializzare le sue sigarette con il marchio Capri.

### Il tabacco Y1
All'inizio del 1994, al termine di un'indagine iniziata anni prima, il commissario della Food and Drug Administration statunitense, David Aaron Kessler, rivelò che la B&W stava coltivando, in piantagioni sudamericane, piante di tabacco geneticamente modificate; in particolare, le piante erano state modificate in modo tale che il loro contenuto di nicotina raggiungesse valori più alti. Dalle analisi condotte sulle sigarette B&W di marca Viceroy, risultò che le Viceroy King Size e le Viceroy Lights King Size prodotte nel 1993 erano due dei marchi della B&W che contenevano "approssimativamente il 10% di questo tabacco ad alto contenuto di nicotina geneticamente sviluppato e chiamato Y-1".
Ulteriori controversie da affrontare si presentarono nel 1995 quando l'ex vice presidente della B&W, Jeffrey Wigand, un chimico ricercatore, rivelò che l'azienda aggiungeva diversi additivi chimici al fine di aumentare la dipendenza dalla nicotina dei fumatori alle sue sigarette di marca Capri, Kool e Viceroy.

## Varietà in commercio
- Capri Magenta (Light) 100's & 120's
- Capri Indigo (Light al mentolo) 100's & 120's
- Capri Violet (Ultra Light) 100's
- Capri Jade (Ultra Light al mentolo) 100's[non chiaro]